# Dorfkirche Burgwerben

Dorfkirche Burgwerben

Die evangelische Dorfkirche Burgwerben ist eine gotische Saalkirche im Weißenfelser Ortsteil Burgwerben im Burgenlandkreis in Sachsen-Anhalt. Sie gehört zum Pfarrbereich Weißenfels im Kirchenkreis Merseburg der Evangelischen Kirche in Mitteldeutschland.

## Geschichte und Architektur
Das Bauwerk ist eine langgestreckte Saalkirche mit querriegelartigem Westturm und fünfseitigem Chorschluss, die in den Weinbergen auf dem nördlichen Steilhang über der Saale gelegen ist; in der Nähe befindet sich das Pfarrhaus Burgwerben. Die ursprünglich gotische Pfeilerbasilika stammt vom Ende des 13. Jahrhunderts. Die Seitenschiffe wurden nach der Zerstörung im Dreißigjährigen Krieg entfernt. Dadurch sind die vier vermauerten leicht spitzbogigen Arkaden über kräftigen Kämpfern außen sichtbar; die Obergadenfenster sind dazu nicht axial angeordnet. Der schmale, riegelartige Turmgiebel ist mit zwei gekuppelten, spitzbogigen Schallöffnungen und einem barocken Dachreiter versehen. Der mit Strebepfeilern versehene Chor in spätgotischen Formen entstand erst in den Jahren 1581–1586.
Innen ist das Bauwerk flachgedeckt. Der Chor ist mit stilistisch sehr späten Netzgewölben geschlossen, deren Rippen direkt aus der Wand wachsen. An den Rippenkonsolen sind sechs Rundscheiben aus Blech mit gemalten Wappen, datiert 1586, angebracht.

## Ausstattung
Der Altar ist ein auf die mittelalterliche Steinmensa gemaltes Triptychon und zeigt im Mittelbild die Kreuzigung, darüber die Himmelfahrt Christi, auf den Flügeln die Anbetung der Hirten und die Auferstehung Christi, in der Predella das Abendmahl. An Predella und Aufsatz des Mittelbilds sind Ohren mit gemalten Rollwerkkartuschen angebracht. Vor und auf dem Abendmahlsbild sind paarweise sitzende oder stehende Skulpturen der vier Evangelisten angeordnet, oben in der Mitte ein Engel (möglicherweise der Heilige Michael) aus der zweiten Hälfte des 16. Jahrhunderts.
Ein Grabstein des Melchior von Bothfeld zeigt den Verstorbenen im Halbrelief mit zeitgenössischer Tracht († 1570). Ein Grabstein eines 1614 verstorbenen Kindes ist ebenfalls erhalten; ferner auf dem Friedhof mehrere Grabdenkmäler des 17.–19. Jahrhunderts.
Die Orgel auf der Westempore mit qualitätvollem Gehäuse ist ein Werk der Firma Friedrich Ladegast aus dem Jahr 1891 mit zehn Registern auf zwei Manualen und Pedal. Nach der Ablieferung der Prospektpfeifen im Jahr 1917 erhielt die Orgel einen Zinkprospekt. Die Disposition lautet:
| I Hauptwerk C–f3 |     |
| Bordun           | 16′ |
| Principal        | 8′  |
| Gedackt          | 8′  |
| Oktave           | 4′  |
| Mixur III        |     |

| II Oberwerk C–f3 |    |
| Flöte Traverse   | 8′ |
| Gambe            | 8′ |
| Flöte Dolce      | 4′ |

| Pedal C–d1 |     |
| Subbaß     | 16′ |
| Cello      | 8′  |

- Koppeln: Manualkoppel, Pedal - Hauptwerk.